# Aneta Łabuda
Aneta Łabuda (ur. 7 stycznia 1995 w Żarach) – polska piłkarka ręczna, prawoskrzydłowa, reprezentantka Polski.

## Kariera sportowa
Wychowanka Sokoła Żary, następnie zawodniczka SMS-u Gliwice i SMS-u Płock. W 2014 przeszła do GTPR-u Gdynia, w którego barwach zadebiutowała w sezonie 2014/2015 w Superlidze. W sezonie 2016/2017, w którym rozegrała sześć meczów i rzuciła 10 bramek (przez długi czas pauzowała z powodu kontuzji), zdobyła z gdyńskim klubem mistrzostwo Polski. Z GTPR-em wywalczyła również dwa Puchary Polski (2015, 2016). W sezonach 2014/2015 i 2015/2016 rzuciła ponadto 12 bramek w Pucharze Zdobywców Pucharów. Od 2018 zawodniczka MKS Lublin, od 2020 francuskiej drużyny ESBF Besançon, od 2021 Zagłębia Lubin
W 2012 wraz z reprezentacją Polski juniorek uczestniczyła w otwartych mistrzostwach Europy U-18 w Szwecji (zdobyła 16 goli; wybrano ją najlepszą prawoskrzydłową turnieju).
W reprezentacji Polski seniorek zadebiutowała 26 marca 2014 w meczu z Portugalią (24:17). W 2015 uczestniczyła w mistrzostwach świata w Danii, podczas których wystąpiła w dziewięciu meczach, w których zdobyła sześć bramek. Reprezentowała Polskę na mistrzostwach Europy w 2018, 2020 i 2022.

## Sukcesy
GTPR Gdynia
- Mistrzostwo Polski: 2016/2017
- Puchar Polski: 2014/2015, 2015/2016

Reprezentacja Polski
- 4. miejsce w mistrzostwach świata: 2015